# Општина Андриешени (Јаши)
Андриешени (рум. Andrieşeni) општина је у Румунији у округу Јаши.
Oпштина се налази на надморској висини од 47 m.